# Desa Sukarasa (administrativ by i Indonesien, lat -6,59, long 107,10)
Desa Sukarasa är en administrativ by i Indonesien.   Den ligger i provinsen Jawa Barat, i den västra delen av landet, 50 km sydost om huvudstaden Jakarta.